# Leonid Semjonowitsch Kanewski

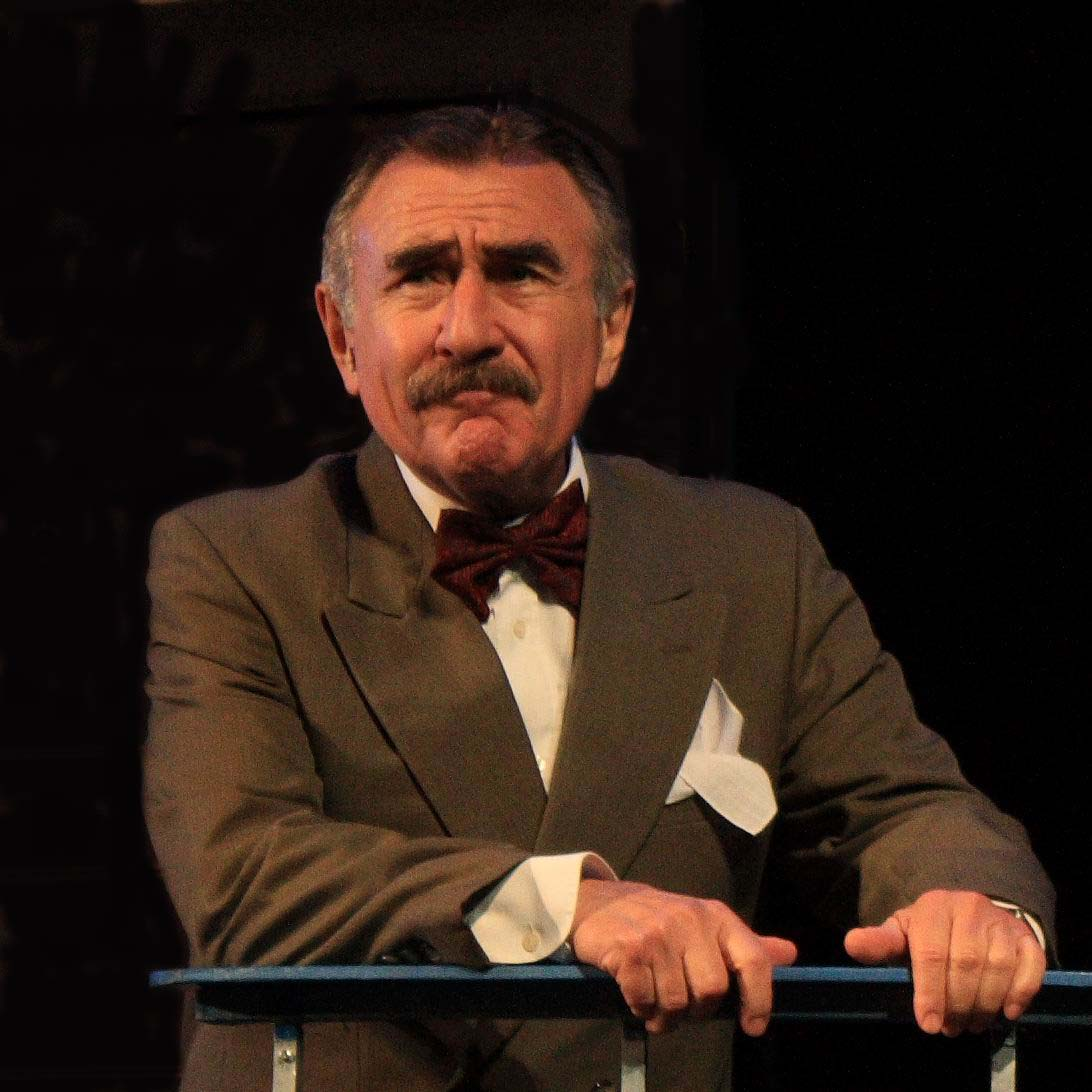
Leonid Kanewski 2010

Leonid Semjonowitsch Kanewski (russisch Леонид Семёнович Каневский; * 2. Mai 1939 in Kiew, Ukrainische SSR) ist ein sowjetisch-russisch-israelischer Schauspieler und Moderator. 1984 wurde ihm der Titel Verdienter Künstler der RSFSR und 2010 der russische Orden der Freundschaft verliehen.

## Leben
Leonid Kanewski kam in Kiew als Kind einer jüdischen Familie zur Welt. Im Alter von 17. Jahren ging er nach Moskau, wo er über das Theater zum Film kam. Während seiner langen Karriere als Schauspieler wirkte er in über 70 Filmproduktionen und vielen Theaterstücken in der Sowjetunion, Russland und Israel mit. Bekannt wurde Kanewski vor allem durch die populäre sowjetische Kriminalfernsehserie Sledstwije wedut SnaToKi (Следствие ведут знатоки) in der er, neben Georgi Jakowlewitsch Martynjuk, den Kriminalinspektor Alexander Tomin spielte. 1991 wanderte er nach Israel aus und erhielt die israelische Staatsbürgerschaft.
Seit 2006 moderiert er die vom russischen Fernsehsender NTW gesendete Dokumentarserie „Die Untersuchung führte …“ (Следствие вели…, Sledstwije weli…). Parallel dazu spielt er weiterhin Theater und in einer russischen TV-Serie.

## Filmografie (Auswahl)
- 1969 Der Brillantenarm
- 1969 Das rote Zelt
- 1982 Abenteuer mit der Tarnkappe
- 1982 Peppi Dlinnytschulok
- 2001 Hochzeit wider Willen
- 2005 Familie zu verkaufen